# 冰岛共产党
冰岛共产党（冰岛语：Kommúnistaflokkur Íslands）是1930年—1938年存在的一个冰岛共产主义政党。
1922年，冰岛社会民主党左翼建立马克思主义小组。1930年，数个冰岛马克思主义团体合并为冰岛共产党。
1938年，冰岛共产党与冰岛社会民主党左翼合并为人民团结党—社会党。人民团结党—社会党继续与苏联共产党保持紧密关系。